# Nuoto ai campionati mondiali di nuoto 2019 - 100 metri dorso femminili
La gara di nuoto dei 100 metri dorso femminili dei campionati mondiali di nuoto 2019 è stata disputata il 22 luglio e il 23 luglio presso il Nambu International Aquatics Centre di Gwangju. Vi hanno preso parte 63 atlete provenienti da 55 nazioni.

## Podio
| Posizione | Atleta         | Nazionalità |
| --------- | -------------- | ----------- |
| Oro       | Kylie Masse    | Canada      |
| Argento   | Minna Atherton | Australia   |
| Bronzo    | Olivia Smoliga | Stati Uniti |

## Programma
| Data           | Ora (UTC+9) | Turno      |
| -------------- | ----------- | ---------- |
| 22 luglio 2019 | 10:00       | Batterie   |
| 22 luglio 2019 | 20:54       | Semifinali |
| 23 luglio 2019 | 20:51       | Finale     |

## Record
Prima della manifestazione il record del mondo e il record dei campionati erano i seguenti.
| Record mondiale       | 58"00 | Kathleen Baker Stati Uniti | 28 luglio 2018 Irvine, Stati Uniti |
| Record dei campionati | 58"10 | Kylie Masse Canada         | 25 luglio 2017 Budapest, Ungheria  |

## Risultati

### Batterie
| Pos. | Batteria | Corsia | Atleta                  | Nazionalità        | Tempo   | Note |
| ---- | -------- | ------ | ----------------------- | ------------------ | ------- | ---- |
| 1    | 6        | 4      | Kylie Masse             | Canada             | 58"91   | Q    |
| 2    | 6        | 3      | Minna Atherton          | Australia          | 59"22   | Q    |
| 3    | 5        | 3      | Kaylee McKeown          | Australia          | 59"25   | Q    |
| 4    | 7        | 4      | Kathleen Baker          | Stati Uniti        | 59"31   | Q    |
| 5    | 7        | 5      | Olivia Smoliga          | Stati Uniti        | 59"55   | Q    |
| 6    | 5        | 4      | Taylor Ruck             | Canada             | 59"82   | Q    |
| 7    | 7        | 6      | Georgia Davies          | Regno Unito        | 59"84   | Q    |
| 8    | 6        | 2      | Simona Kubová           | Rep. Ceca          | 59"95   | Q    |
| 9    | 6        | 5      | Margherita Panziera     | Italia             | 59"99   | Q    |
| 10   | 7        | 3      | Natsumi Sakai           | Giappone           | 1'00"05 | Q    |
| 11   | 7        | 7      | Laura Riedemann         | Germania           | 1'00"15 | Q    |
| 12   | 5        | 2      | Kira Toussaint          | Paesi Bassi        | 1'00"27 | Q    |
| 13   | 5        | 5      | Anastasia Fesikova      | Russia             | 1'00"38 | Q    |
| 14   | 6        | 9      | Ingeborg Løyning        | Norvegia           | 1'00"47 | Q    |
| 15   | 5        | 7      | Chen Jie                | Cina               | 1'00"64 | Q    |
| 16   | 6        | 6      | Dar'ja Vas'kina         | Russia             | 1'00"66 | Q    |
| 17   | 7        | 8      | Silvia Scalia           | Italia             | 1'00"74 |      |
| 18   | 7        | 0      | Im Da-sol               | Corea del Sud      | 1'00"86 |      |
| 19   | 5        | 6      | Mie Nielsen             | Danimarca          | 1'00"99 |      |
| 20   | 4        | 3      | Caroline Pilhatsch      | Austria            | 1'01"07 |      |
| 21   | 4        | 4      | Alicja Tchórz           | Polonia            | 1'01"08 |      |
| 22   | 6        | 7      | Fu Yuanhui              | Cina               | 1'01"19 |      |
| 23   | 7        | 1      | Katalin Burián          | Ungheria           | 1'01"22 |      |
| 24   | 5        | 8      | Stephanie Au            | Hong Kong          | 1'01"25 |      |
| 25   | 7        | 9      | Maaike de Waard         | Paesi Bassi        | 1'01"26 |      |
| 26   | 5        | 1      | Mimosa Jallow           | Finlandia          | 1'01"39 |      |
| 27   | 5        | 0      | Jessica Fullalove       | Regno Unito        | 1'01"40 |      |
| 28   | 6        | 1      | Béryl Gastaldello       | Francia            | 1'01"45 |      |
| 29   | 4        | 1      | Kristina Steina         | Lettonia           | 1'01"49 |      |
| 30   | 4        | 0      | Ali Galyer              | Nuova Zelanda      | 1'01"53 |      |
| 31   | 4        | 8      | África Zamorano         | Spagna             | 1'01"66 |      |
| 32   | 5        | 9      | Anastasia Gorbenko      | Israele            | 1'01"77 |      |
| 33   | 3        | 1      | Gabriela Georgieva      | Bulgaria           | 1'01"81 |      |
| 34   | 6        | 0      | Michelle Coleman        | Svezia             | 1'01"95 |      |
| 35   | 4        | 2      | Ekaterina Avramova      | Turchia            | 1'02"24 |      |
| 36   | 4        | 7      | Krystal Lara            | Rep. Dominicana    | 1'02"71 |      |
| 37   | 4        | 5      | Nina Kost               | Svizzera           | 1'02"86 |      |
| 38   | 3        | 7      | Celina Márquez          | El Salvador        | 1'02"94 |      |
| 39   | 3        | 5      | Mariella Venter         | Sudafrica          | 1'02"95 |      |
| 40   | 4        | 9      | Tatiana Salcuțan        | Moldavia           | 1'03"08 |      |
| 41   | 3        | 4      | Karolina Hájková        | Slovacchia         | 1'03"26 |      |
| 42   | 3        | 3      | Eygló Ósk Gústafsdóttir | Islanda            | 1'03"46 |      |
| 43   | 2        | 4      | Danielle Titus          | Barbados           | 1'03"66 |      |
| 44   | 3        | 8      | Signhild Joensen        | Fær Øer            | 1'04"04 |      |
| 45   | 4        | 6      | Isabella Arcila         | Colombia           | 1'04"07 |      |
| 46   | 3        | 6      | Celismar Guzman         | Porto Rico         | 1'04"11 |      |
| 47   | 3        | 2      | Diana Nazarova          | Kazakistan         | 1'04"22 |      |
| 48   | 3        | 9      | Lushavel Stickland      | Samoa              | 1'05"22 |      |
| 49   | 2        | 6      | Mia Krstevska           | Macedonia del Nord | 1'06"00 |      |
| 50   | 3        | 0      | Kimiko Raheem           | Sri Lanka          | 1'06"52 |      |
| 51   | 1        | 2      | Robyn Lee               | Zimbabwe           | 1'06"96 |      |
| 52   | 2        | 5      | Maria Arrua             | Paraguay           | 1'07"08 |      |
| 53   | 1        | 4      | Catarina Sousa          | Angola             | 1'07"96 |      |
| 54   | 2        | 3      | Eda Zeqiri              | Kosovo             | 1'08"37 |      |
| 55   | 1        | 3      | Idealy Tendrinavalona   | Madagascar         | 1'08"41 |      |
| 56   | 2        | 2      | Kimberly Ince           | Grenada            | 1'09"85 |      |
| 57   | 2        | 9      | Leedia Al-Safadi        | Giordania          | 1'10"11 |      |
| 58   | 2        | 7      | Colleen Furgeson        | Isole Marshall     | 1'13"64 |      |
| 59   | 1        | 6      | Robyn Young             | eSwatini           | 1'13"97 |      |
| 60   | 1        | 5      | Osisang Chilton         | Palau              | 1'16"55 |      |
| 61   | 2        | 0      | Ammara Pinto            | Malawi             | 1'16"68 |      |
| 62   | 2        | 1      | Aishath Sausan          | Maldive            | 1'19"82 |      |
| 63   | 2        | 8      | Shivani Bhatt           | Tanzania           | 1'24"04 |      |

### Semifinali
| Pos. | Semifinale | Corsia | Atleta              | Nazionalità | Tempo   | Note |
| ---- | ---------- | ------ | ------------------- | ----------- | ------- | ---- |
| 1    | 2          | 4      | Kylie Masse         | Canada      | 58"50   | Q    |
| 2    | 1          | 4      | Minna Atherton      | Australia   | 58"60   | Q    |
| 3    | 1          | 3      | Taylor Ruck         | Canada      | 58"83   | Q    |
| 4    | 1          | 5      | Kathleen Baker      | Stati Uniti | 59"03   | Q    |
| 5    | 2          | 5      | Kaylee McKeown      | Australia   | 59"13   | Q    |
| 6    | 2          | 3      | Olivia Smoliga      | Stati Uniti | 59"36   | Q    |
| 7    | 1          | 8      | Dar'ja Vas'kina     | Russia      | 59"46   | Q    |
| 8    | 1          | 2      | Natsumi Sakai       | Giappone    | 59"71   | Q    |
| 9    | 1          | 6      | Simona Kubová       | Rep. Ceca   | 59"79   |      |
| 10   | 2          | 7      | Laura Riedemann     | Germania    | 59"82   |      |
| 11   | 2          | 2      | Margherita Panziera | Italia      | 59"83   |      |
| 12   | 2          | 6      | Georgia Davies      | Regno Unito | 59"90   |      |
| 13   | 1          | 7      | Kira Toussaint      | Paesi Bassi | 1'00"13 |      |
| 14   | 2          | 1      | Anastasia Fesikova  | Russia      | 1'00"33 |      |
| 15   | 1          | 1      | Ingeborg Løyning    | Norvegia    | 1'00"35 |      |
| 16   | 2          | 8      | Chen Jie            | Cina        | 1'01"68 |      |

### Finale
| Pos. | Corsia | Atleta          | Nazionalità | Tempo | Note |
| ---- | ------ | --------------- | ----------- | ----- | ---- |
|      | 4      | Kylie Masse     | Canada      | 58"60 |      |
|      | 5      | Minna Atherton  | Australia   | 58"85 |      |
|      | 7      | Olivia Smoliga  | Stati Uniti | 58"91 |      |
| 4    | 3      | Taylor Ruck     | Canada      | 58"96 |      |
| 5    | 2      | Kaylee McKeown  | Australia   | 59"10 |      |
| 6    | 6      | Kathleen Baker  | Stati Uniti | 59"56 |      |
| 6    | 8      | Natsumi Sakai   | Giappone    | 59"56 |      |
| 8    | 1      | Dar'ja Vas'kina | Russia      | 59"74 |      |